# K2 (film)
K2 – nakręcony w 1991 r. film o dwóch przyjaciołach, którzy przeżyli wypadek na górze, K2. Na podstawie sztuki Patricka Meyersa.

## Główne role
- Michael Biehn – Taylor
- Matt Craven – Harold
- Annie Grindlay – Lisa
- Elena Wohl – Tracey
- Charles Oberman – Tony
- Julia Nickson-Soul – Cindy
- Christopher M. Brown – Carl
- Leslie Carlson – Dexter
- David Cubitt – Peter
- Luca Bercovici – Dallas
- Edward Spatt – Mike
- Andrew Spatt – Todd
- Hiroshi Fujioka – Takane
- Patricia Charbonneau – Jacki